# Huub Slabbers
Huub F.J. Slabbers (Amsterdam, 9 augustus 1910 – aldaar, 9 maart 2001) was een veelzijdig autodidactisch Nederlands kunstenaar en illustrator.

## Jeugdjaren
Als een van elf kinderen werd hij geboren op de Amsterdamse Nieuwendijk, waar het gezin boven de tapijtwinkel W. Oosten van vader woonde. De winkel droeg moeders familienaam.
Na een studie aan de Handelsschool werkte hij tussen circa 1920 en 1930 als verkoper van tapijten in de winkel en ontwikkelde zich als etaleur, met voor die tijd spectaculaire etalages. De etalage werd bijvoorbeeld tot tweehoog opgetrokken en tapijten van straathoogte tot aan het hoogste punt aaneengeschakeld. Hij maakte zich de kunst van 'lettertekenen en reclameletters' eigen en bedacht slagzinnen die dagjesmensen die vanuit het Centraal Station direct de Nieuwendijk opkwamen naar binnen lokten. De handel floreerde en het gezin verhuisde naar villa 'Thorna' in Bussum, genoemd naar het geboortestadje van vader Slabbers en grootouders: Thorn in Limburg.
De Internationale beurscrash van 1929 zorgde er voor dat het luxe leven van korte duur was. De villa werd verkocht, de winkel heeft nog tot ver in de jaren tachtig voortbestaan. Niet echt geschikt voor de handel zocht hij voortdurend naar creatieve manieren om te (over)leven en ontdekte zijn tekentalent.

## Ontwikkeling tot kunstenaar
Van die beginperiode is weinig bekend: hij werkte onder meer bij reclameatelier Luhlf in Amsterdam waar hij meewerkte aan enorme bioscoopreclameborden en bij Filmstad in Wassenaar waar hij decorbouwer, schilder en tekenaar was.
Op 26 augustus 1939 werd hij in het kader van de algemene mobilisatie opgeroepen als sergeant-menagemeester. Ook daar tekende hij de menu's en de teksten om de moed er in te houden. Hij legde die mobilisatiedagen vast in een klein persoonlijk fotoboekje. Ergens in de oorlogsjaren werd hij tewerkgesteld als decorschilder/-bouwer bij de Duitse UFA-filmstudio's.
Rond 1946 leerde hij zijn vrouw Ria Barendse kennen. Samen verhuisden ze naar Brussel waar voor hem voldoende werk als tekenaar, bedenker en fotograaf in de reclame te vinden was. Twee jaar later keerden ze terug naar Amsterdam waar ze tussen 1949 en 1964 vijf kinderen kregen die allen het creatieve en/of fotografische gen erven.
In 1949 vestigde hij zich als fotograaf gespecialiseerd in reclame- en productfotografie en kindermode voor onder andere het weekblad Eva. Zijn zoon Peter (die later zelf fotograaf wordt, alsook de zoon van Peter, Bastiaan) is zijn favoriete model. Tegelijk werkte hij als fotojournalist voor het dagblad Het Vrije Volk een uitgave van de Arbeiderspers. Hij fotografeerde zowel het dagelijks leven van die tijd als beginnende beroemdheden waaronder Toon Hermans, Wim Sonneveld en Godfried Bomans.
In 1954 verhuisde het gezin naar de geheel nieuw gebouwde Amsterdamse 'tuinstad' Slotermeer. Hier ontwikkelde hij zich tot professioneel bedenker, schrijver en illustrator van kinderboeken. Tot midden jaren zeventig bedacht en illustreerde hij ontelbare verhalen-, kleur- en doe-boeken, spellen en ansichtkaarten die door diverse uitgeverijen (inter)nationaal werden uitgegeven.
Door concurrentie en overnames binnen de uitgeverswereld raakte hij zijn opdrachtgevers kwijt en besloot het roer om te gooien en 'vrij kunstenaar' te worden. Na een eerste zeer succesvolle expositie bleef hij jaren vrij werk maken met een symbolisch mensbeeld als uitgangspunt.

## Latere jaren
In de jaren tachtig en negentig, inmiddels zelf boven de 70, kwam hij via zijn zoon Ronald, eveneens illustrator, in aanraking met de computer als tekengereedschap en werd hij zich bewust van de eindeloze mogelijkheden van deze 'grafische toverdoos'.
Tot enige weken voor zijn overlijden op 91-jarige leeftijd bleef hij die vele mogelijkheden ontdekken. In mei 1998 (88 jaar oud) werd hij geïnterviewd voor het computermagazine MacFan als waarschijnlijk de oudste computerkunstenaar van die tijd.
Naast honderden digitale kunstwerken schreef hij in die jaren vele levensbeschouwelijke gedichten.

## Exposities
- 1973 – Susquehanna, Amsterdam[1]
- 1980 – Chileens Cultureel Centrum, Amsterdam, en daarna Artotheek, eveneens Amsterdam, met drie schilderijen waaronder de 'Adelaar'[2]

## Kinderboeken
Kinderboeken die Slabbers schreef en/of illustreerde zijn:
- Beertje Bastiaan, Mulder & Zoon: Amsterdam 1964/65
- Het avonturenboek
- J.P.J.H. Clinge Doorenbos, Mijn klokkenboek, Van Holkema & Warendorf/Mulder, Amsterdam [1964] (illustraties)
- J.P.J.H. Clinge Doorenbos, Mijn cijferprentenboek, Van Holkema & Warendorf/Mulder, Amsterdam [1964] (illustraties)
- Marjolein en de gouden paddestoel, Mulder & Zoon: Amsterdam 1964/65
- Vriendjes uit vele landen, Mulder & Zoon: Amsterdam 1965
- Barn fra alle verdensdeler, Mittet: Oslo 1965
- Het zandmannetje vertelt, Mulder & Zoon, Amsterdam [1967]
- Alverdens børn, Lademann: Kopenhagen 1970 (vertaalster: Clara Hammerich)
- Mi primer libro de los 100 cuentos, Editorial Sigmar: Buenos Aires 1984
- in de serie Peter and Pat, uitgegeven door Murray Group of Companies, London:
  - Peter and Pat – the funny twins
  - Peter and Pat and the circus
  - Peter, Pat and the giant dragon-fly
  - Peter, Pat and the white magician
- My Favourite Goodnight Stories 3, Mulder & Zoon: Amsterdam, jaar onbekend
- Anthony Currah, The Big Book of Witches and Magicians, Golden Books Publishing Company, Inc.: New York 1969 (illustraties)

- Nederlandse Thesaurus van Auteursnamen: 308096991
- RKD-Nederlands Instituut voor Kunstgeschiedenis: 72965
- Virtual International Authority File: 283685928